# 2308 Schilt
2308 Schilt је астероид главног астероидног појаса са пречником од приближно 17,54 .
Афел астероида је на удаљености од 2,990 астрономских јединица (АЈ) од Сунца, а перихел на 2,103 АЈ.
Ексцентрицитет орбите износи 0,174, инклинација (нагиб) орбите у односу на раван еклиптике 14,182 степени, а орбитални период износи 1484,768 дана (4,065 године).
Апсолутна магнитуда астероида је 11,80 а геометријски албедо 0,109.
Астероид је откривен 6. маја 1967. године.